# Войнова, Анастасия Сергеевна
Анастаси́я Серге́евна Во́йнова (5 февраля 1993, Тула) — российская трековая велогонщица, выступает за сборную России в различных дисциплинах начиная с 2009 года. Серебряный призёр Олимпийских игр 2016 года, четырёхкратная чемпионка мира, чемпионка Европейских игр 2019 года, тринадцатикратная чемпионка Европы. На соревнованиях представляет город Москву и спортивное общество «Динамо», заслуженный мастер спорта России (2015).

## Биография
Анастасия Войнова родилась 5 февраля 1993 года в Туле. В детстве в течение трёх лет увлекалась лыжными гонками, однако в конечном счёте сделала выбор в пользу велоспорта. Активно заниматься трековым велоспортом начала в возрасте двенадцати лет, с 2011 года проходит подготовку в училище олимпийского резерва № 2 в Москве, где и начала формироваться как серьёзная гонщица, на данный момент является ведущей спортсменкой Москвы и России по велоспорту на треке. В разное время тренировалась под руководством Сергея Хренцова, Владимира Кирильцева, Анатолия Логунова, Александра Толоманова, Владимира Хозова.
Состоит в столичном физкультурно-спортивном обществе «Динамо».
Первого серьёзного успеха добилась в 2009 году, когда в спринте стала бронзовой призёркой чемпионата России среди юниоров. Год спустя успешно выступила на юниорском чемпионате Европы в Санкт-Петербурге, выиграла серебро в полукилометровом гите и золото в командном спринте. На чемпионате мира среди юниоров в Италии взяла бронзу в гите и завоевала золото в командном спринте.
В 2011 году Войнова побеждала на всех юниорских соревнованиях, в которых принимала участие, в том числе в четырёх дисциплинах стала чемпионкой Европы (гит, кейрин, индивидуальный и командный спринт), в трёх дисциплинах стала чемпионкой мира (кейрин, индивидуальный и командный спринт), в трёх дисциплинах первенствовала в зачёте национального первенства (кейрин, индивидуальный и командный спринт). Помимо этого, в командном спринте выиграла взрослый чемпионат России и дебютировала на взрослом международном уровне — побывала на этапах Кубка мира в Колумбии и Казахстане.
На молодёжном чемпионате Европы 2012 года Войнова вновь была лучшей в гите и командном спринте, тогда как на взрослом европейском первенстве в Паневежисе получила в тех же дисциплинах серебряные награды. Впервые попала в число призёров на этапах Кубка мира — выиграла серебро в пятисотметровом гите на соревнованиях в Пекине. 2013 год провела не менее успешно, стала чемпионкой России в гите и индивидуальном спринте, в то время как в командном спринте выиграла бронзу на этапе мирового кубка в Мексике. В следующем сезоне в гите на дистанции 500 метров завоевала бронзовую медаль на чемпионате мира в колумбийском Кали, одержала первую победу в кубковом заезде — взяла золото в гите на этапе Кубка мира в мексиканской Гвадалахаре. В командном спринте вместе с Еленой Брежнивой одержала победу на чемпионате Европы в Гваделупе.
За выдающиеся спортивные достижения удостоена почётного звания «Заслуженный мастер спорта России».

## Награды
- 18 февраля 2015 завоевала серебро в командном спринте на чемпионате мира по велоспорту в Сен-Кентен-ан-Ивелине[6].
- 19 февраля 2015 года стала победительницей в гите 500 метров с места на Чемпионате мира по велоспорту в Сен-Кентен-ан-Ивелине, принеся первую золотую медаль в копилку сборной команды России на этом чемпионате.
- Медаль ордена «За заслуги перед Отечеством» I степени (25 августа 2016) — за высокие спортивные достижения на Играх XXXI Олимпиады 2016 года в городе Рио-де-Жанейро (Бразилия), проявленные волю к победе и целеустремленность[7].
- Медаль ордена «За заслуги перед Отечеством» II степени (11 августа 2021 года) — за большой вклад в развитие отечественного спорта, высокие спортивные достижения, волю к победе, стойкость и целеустремленность, проявленные на Играх XXXII Олимпиады 2020 года в городе Токио (Япония)[8].